# Літературні пам'ятники
«Літературні пам'ятники» (рос. Литературные памятники) — радянська, а з 1992 — російська книжкова серія академічної художньої та документальної літератури, класичної поезії. Видається з 1948 року під егідою Академії наук СРСР, з 1992 року — Російської академії наук. Ініціаторами створення серії були Олексій Дживєлєгов та Абрам Ефрос. Активне сприяння розвитку серії надавав Президент АН СРСР Сергій Вавилов. Одним із співзасновиків серії та головою її редколегії в 1962–1970 роках був відомий російський сходознавець Микола Конрад.

## Особливості серії
До серії включаються «окремі, найвидатніші або примітні в будь-якому відношенні твори російської та світової літератури». Частина творів серії широко відома читачам, але раніше не видавалася академічно або попередні видання мали суттєві недоліки. Тип більшості видань серії передбачає включення до довідкового апарату фундаментальної супровідної статті та комплексу тематично споріднених статей, текстологічного, історико-літературного та інших коментарів, покажчиків та різнотипних додатків. До серії входять окремі твори, авторські та колективні збірки. На думку видавців, «серія специфічно академічна, і її книги розраховані на читача, який прагне до глибокого і всебічного розуміння видатних творів різних епох і народів світу».
Із грифом серії щороку виходять від 5 до 12 книг. Останній «Анотований каталог» (2012) містить описи 610 книг, виданих упродовж 1948–2011. Готують літературні пам'ятки до публікації в серії видатні вчені: літературознавці, культурологи, текстологи, джерелознавці.
За визначенням, літературна пам'ятка – це художній (у сенсі слова) текст, який об'єднує або авторська воля, або умови побутування у читацькому середовищі. Пам'ятники видаються в серії повністю або частиною, що має самостійне значення. У серії не видаються антології та збірки, якщо вони складені не автором пам'ятника або не склалися історично.
Кожен пам'ятник, що видається в серії, обов'язково супроводжується науковим апаратом – додатками, куди входять супровідні наукові статті та коментарі. Передбачено також розділ доповнень, куди дозволяється включати тексти, що розкривають історію створення пам'ятника та дають уявлення про його культурно-історичний контекст.
Тричастинна композиція книги - «основний текст / додатки / доповнення» — була вироблена для перших видань серії — і неї дотримується видавець і дотепер.

## Оформлення
Тривалий час книги серії видавалися лише у великому форматі — 70 × 90 1/16 (170 × 215 мм). 1964 року було запроваджено зменшений (малий) формат — 70 × 90 1/32 (107 × 165 мм) — для невеликих за обсягом видань, переважно поезії.
Усі видання серії виходили у одному з двох форматів:
- великому — 70 × 90 1/16 (170 × 215 мм);
- малому — 70 × 90 1/32 (107 × 165 мм).

У межах кожного формату, книги серії видавались у твердій або м'якій обкладинці.
Загальноприйнятим у серії був темно-зелений колір обкладинок видань. Обкладинки окремих видань випускались в інших кольорах (наприклад, обкладинки видань «Промов» Цицерона вийшли у 1962 у блідо-коричневому кольорі).
Складні матеріально-технічні умови зумовили видання кількох книг на початку 1990-х рр. у збільшеному (порівняно із загальноприйнятим) форматі — 70 × 100 1/16 (170 × 240 мм) для великого та 70 × 100 1/32 (120 × 165 мм) для малого форматів, а також незвичний яскраво-зелений та коричневий кольори палітурки, біле тиснення замість золотого.
Деякі видання (або частини їх накладу) виходили із суперобкладинкою. Побажання «одягати» в суперобкладинки наклади всіх книг раніше зустрічало труднощі, оскільки вимагало ручної роботи і тому нерідко в суперобкладинках виходила лише частина накладу. Багато суперобкладинок «Літературних пам'яток» стали значними здобутками книжкового мистецтва і бібліографічними рідкостями.
Одне видання (двотомник «Промов» Цицерона 1962 року) вийшло у сліпкейсах.
У зв'язку зі значним попитом на книги серії, окрім повторних видань, здійснювалися неодноразові додруковування накладів, що іноді помилково приймалися за повторні видання (наприклад, «Скорботні елегії» Овідія, видані у 1978, не виходили повторним виданням, а лише додруковувалися в 1979 та 1982).

## Список видань серії

### 1948
1. Афанасій Нікітін. Ходіння за три моря[ru]. — 232 с. — 8 000 прим.
  - Перевидання[6]: 2-е, перероб. і доп. (1958) • 3-є, перероб. (1986)
2. Гай Юлій Цезар. Нотатки про війну з галлами. Записки про громадянську війну. Записки про Олександрійську війну[ru]. Записки про Африканську війну[ru]. — 559 с. — 5 000 прим.
  - Перевидання: 2-е (1962) • репринт 1-го (1993)

### 1949
1. Воєнні повісті Стародавньої Русі. — 358 с. — 10 000 прим.
2. Незам уль-Мульк. Сіасет-наме. — 379 с. — 5 000 прим.
3. Цицерон. Листи. — Т. 1.  — 536 с. — 5 000 прим.
  - Перевидання: репринт (2008)

### 1950
1. Марк Порцій Катон Старший. Про землеробство. — 220 с. — 4 000 прим.
2. Магабгарата. — Кн. 1: Адіпарва[ru]. — 738 с. — 3 000 прим.
  - Перевидання: репринт (1992 • 2006)
3. Пліній Молодший. Листи. — 578 с. — 5 000 прим.
  - Перевидання: 2-е, перероб. (1982)
4. Повість временних літ. — Ч. 1. — 405 с. — 10 000 прим.
  - Перевидання: 2-е, випр. і доп. (1996) • репринт 2-го (2007)
5. Повість временних літ. — Ч. 2. — 557 с. — 10 000 прим.
  - Перевидання: 2-е, випр. і доп. (1996) • репринт 2-го (2007)
6. Казки та легенди пушкінських місць. — 342 с. — 10 000 прим.
  - Перевидання: репринт (2004)
7. Слово о полку Ігоревім. — 483 с. — 10 000 прим.
8. Цицерон. Листи. — Т. 2. — 502 с. — 5 000 прим.
  - Перевидання: репринт (2008)

### 1951
1. Бестужев Мих. О., Бестужев Мик. О., Бестужев П. О.[ru], Бестужева О. О. Спогади Бестужевих. — 891 с. — 7 000 прим.
2. Іван IV Грозний. Послання. — 715 с. — 4 000 прим.
  - Перевидання: репринт (2005)
3. Ксенофонт. Анабазис. — 299 с. — 5 000 прим.
4. Марк Анней Лукан. Фарсалія. — 349 с. — 5 000 прим.
  - Перевидання: репринт (1993)
5. Посошков І. Т. Книга про убогість і багатство ті інші твори. — 411 с. — 5 000 прим.
  - Перевидання: репринт (2004)
6. Іван Тимофіїв[ru]. Временник. — 512 с. — 3 000 прим.
  - Перевидання: репринт (2004)
7. Цицерон. Листи. — Т. 3. — 827 с. — 4 000 прим.
  - Перевидання: репринт (2010)
8. Якушкін І. Д. Нотатки, статті, листи. — 739 с. — 8 000 прим.
  - Перевидання: репринт (2007)

### 1952
1. Етьєн де ля Боесі. Міркування про добровільне рабство. — 199 c. — 3 000 прим.

### 1953
1. Кекавус. Кабус-Наме. — 276 c. — 5 000 прим.
2. Симеон Полоцький. Вибрані твори. — 281 с. — 5 000 прим.
  - Перевидання: репринт (2004)

### 1954
1. Френсіс Бекон. Нова Атлантида. Проби та настанови моральні та політичні. — 242 c. — 8 000 прим.
2. Демосфен. Промови. — 608 с. — 5 000 прим.
3. Мішель де Монтень. Проби .— Кн. 1. — 557 с. — 4 000 прим.
  - Перевидання: 2-е (1958) • 3-є (1960) • (1979)
4. Подорожі російських послів XVI—XVII ст.: Статейні списки. — 490 с. — 5 000 прим.
  - Перевидання: репринт (2008)
5. Російська демократична сатира XVII століття. — 292 с. — 5 000 прим.
  - Перевидання: 2-е, доп. (1977)
6. Дивовижні історії нашого часу та давнини. Вибрані оповідання зі збірки XVII ст. «Цзінь гу цигуань» — 316 с. — 10 000 прим.
7. Харітон. Повість про кохання Херея та Каллірої. — 214 c. — 10 000 прим.
  - Перевидання: 2-е (1959)

### 1955
1. Іван Вишенський. Твори. — 372 с. — 5 000 прим.
2. Жихарєв С. П.[ru] Нотатки сучасника[ru]. — 835 с. — 10 000 прим.
3. Російська сатирична казка у записах середини XIX — початку XX століття. — 286 с. — 20 000 прим.
4. Танські новели. — 228 с. — 15 000 прим.

### 1956
1. Апулей. Апологія. Метаморфози. Флоріди. — 435 с. — 30 000 прим.
2. Крилов І. А. Байки. — 635 с. — 18 000 прим.
3. Марат Ж.-П. Вибрані твори. — Т. 1. — 360 с. — 7 000 прим.
4. Марат Ж.-П. Вибрані твори. — Т. 2. — 316 с. — 7 000 прим.
5. Марат Ж.-П. Вибрані твори. — Т. 3. — 420 с. — 7 000 прим.
6. Епічні казки народів південного Китаю. — 202 с. — 10 000 прим.

### 1957
1. Корнилович О. Й. Твори та листи. — 550 с. — 7 500 прим.
2. Нарти: Епос осетинского народа. — 401 с. — 6 000 прим.
3. Повість про Скандербега. — 244 с. — 6 000 прим.
4. Фірдоусі. Шах-наме. — Т. 1. — 675 с. — 16 000 прим.
  - Перевидання: 2-е, випр. (1993)
5. Ши цзін. — 611 с. — 3 500 прим.

### 1958
1. Стародавні російські вірші, зібрані Киршею Даниловим. — 665 с. — 3 000 прим.
2. Ілля Муромець. — 557 с. — 10 000 прим.
3. Легенда про доктора Фауста. — 574 с. — 10 000 прим.
  - Перевидання: 2-е, випр. (1978)
4. Мішель де Монтень. Проби .— Кн. 1. — 2-е вид. — 526 с. — 15 000 прим.
5. Мішель де Монтень. Проби .— Кн. 2. — 652 с. — 15 000 прим.
  - Перевидання: (1979)
6. Афанасій Нікітін. Ходіння за три моря[ru]. — 2-е вид., перероб. і доп. — 284 с. — 20 000 прим.
7. Панчатантра. — 373 с. — 12 000 прим.
8. Феокріт, Мосх, Біон. Ідилії та епіграми. — 326 с. — 15 000 прим.
  - Перевидання: репринт (1998)

### 1959
1. П'єр Абеляр. Історія моїх бід[ru]. — 256 с. — 10 000 прим.
2. Апулей. Апологія. Метаморфози. Флоріди. — 2-е вид. — 435 с. — 110 000 прим.

1. Артхашастра, або Наука політики. — 793 с. — 4 000 прим.
  - Перевидання: репринт (1993)
2. Вішакхадатта. Мудраракшаса, або Кільце Ракшаси[ru]. — 173 с. — 3 000 прим.
3. Лі Жу-чжень. Квіти у дзеркалі. — 787 с. — 10 000 прим.
4. Пісня про Сіда. — 255 с. — 5 000 прим.
5. Повісті про Куликовську битву. — 511 с. — 4 000 прим.
6. Пополь-Вух. Родовід владик Тотонікапану[en]. — 252 с. — 4 000 прим.
  - Перевидання: репринт (1993)
7. Харітон. Повість про кохання Херея та Каллірої. — 2-е вид. — 200 c. — 100 000 прим.

### 1960
1. Садріддін Айні. Спогади. — 1087 с. — 4 000 прим.
2. Аксаков С. Т. Історія мого знайомства з Гоголем. — 294 с. — 12 000 прим.
3. Воровський В. В. Фейлетони. — 376 с. — 15 000 прим.
4. Дігеніс Акрітас. — 218 с. — 3 500 прим.
  - Перевидання: репринт (1994) • 2-е (2019)
5. Ян Кохановський. Вибрані твори. — 372 с. — 3 500 прим.
6. Мішель де Монтень. Проби .— Кн. 1. — 3-є вид. — 526 с. — 10 000 прим.
7. Мішель де Монтень. Проби .— Кн. 2. — 2-е вид. — 652 с. — 10 000 прим.
8. Мішель де Монтень. Проби .— Кн. 3. — 495 с. — 25 000 прим.
  - Перевидання: (1979)
9. Полярна зірка[ru], видана О. Бестужевим і К. Рилєєвим. — 1014 с. — 5000 прим.
10. Фірдоусі. Шах-наме. — Т. 2. — 643 с. — 8 000 прим.
  - Перевидання: 2-е, випр. (1994)

### 1961
1. Плутарх. Порівняльні життєписи. — Т. 1. — 503 с. — 35 000 прим.
2. Епос про Гільгамеша. — 214 с. — 10 000 прим.
  - Перевидання: репринт (2006 • 2015)

### 1962
1. Френсіс Бекон. Нова Атлантида. Проби та настанови моральні та політичні. — 2-е вид. — 238 c. — 12 000 прим.
2. Ян Длугош. Грюнвальдська битва. — 214 с. — 8 000 прим.
  - Перевидання: репринт (2007)
3. Книга мого діда Коркута. — 299 с. — 3 100 прим.
  - Перевидання: репринт (2007)
4. Етьєн де ля Боесі. Міркування про добровільне рабство. — 2-е вид. — 148 c. — 3 000 прим.

1. Лермонтов М. Ю. Герой нашого часу. — 228 с. — 3 500 прим.
2. Магабгарата. — Кн. 2: Сабхапарва. — 253 с. — 2 800 прим.
  - Перевидання: репринт (1992 • 2007)
3. Франко Саккетті[ru]. Новели. — 392 с. — 48 000 прим.
4. Генрі Девід Торо. Волден, або Життя в лісах. — 240 с. — 12 000 прим.
  - Перевидання: 2-е (1979)
5. Федр, Бабрій. Байки. — 263 с. — 22 000 прим.
  - Перевидання: репринт (1995)
6. Гай Юлій Цезар. Нотатки про війну з галлами. Записки про громадянську війну. Записки про Олександрійську війну[ru]. Записки про Африканську війну[ru]. — 2-е вид. — 418 с. — 6 500 прим.
7. Цицерон. Промови. — Т. 1 — 443 с. — 10 000 прим.
  - Перевидання: репринт (1993)
8. Цицерон. Промови. — Т. 2 — 400 с. — 10 000 прим.
  - Перевидання: репринт (1993)

### 1963
1. Джордж Гордон Байрон. Щоденники. Листи. — 440 c. — 15 000 прим. + додрукування: 15 000 прим. (1965)
2. Вяземський П. А. Нотатні книжки. — 507 с. — 10 000 прим.
3. Гоголь М. В. Тарас Бульба. — 256 с. — 5 500 прим.
4. Горбачевський І. І. Нотатки. Листи. — 354 с. — 3 000 прим.
5. Зейн-оль-Абедин Мерагеї[ru]. Щоденник подорожі Ібрахім-бека, або Його нещастя через фанатичну любов до батьківщини. — 267 с. — 3 000 прим.
6. Орлов М. Ф. Капітуляція Парижу. Політичні твори. Листи. — 374 с. — 6 000 прим.
7. Плутарх. Порівняльні життєписи. — Т. 2. — 548 с. — 30 000 прим.
  - Перевидання: 2-е, випр. і доп. (1994)
8. Серно-Соловйович М. О. Публіцистика. Листи. — 432 с. — 5 000 прим.
9. Старша Едда. — 259 с. — 3 000 прим.
  - Перевидання: репринт (2005)
10. Толстой Л. М. Козаки. — 415 с. — 10 000 прим.
11. Клавдій Еліан. Строкаті історії. — 186 с. — 30 000 прим.
  - Перевидання: репринт (1995)
12. Епос сербського народу. — 354 с. — 2 600 прим.

### 1964
1. Жан де Лафонтен. Кохання Психеї та Купідона. — 138 c. — 45 000 прим.
2. Георг Крістоф Ліхтенберг. Афоризми. — 207 c. — 22 000 прим.
  - Перевидання: 2-е (1965) • репринт 2-го (1994)
3. Петер Август Фрідріх фон Мантойффель[de]. Дозвілля при світлі скіпи. — 129 с. — 4 400 прим.
4. Пісня про Роланда. — 192 с. — 15 000 прим.
5. Плутарх. Порівняльні життєписи. — Т. 3. — 546 с. — 27 000 прим.
  - Перевидання: 2-е, випр. і доп. (1994)
6. Антуан Франсуа Прево. Історія кавалера де Гріє та Манон Леско. — 287 с. — 125 000 прим.
  - Перевидання: 2-е (1978)
7. Пушкін О. С. Капітанська дочка. — 284 с. — 28 000 прим.
  - Перевидання: 2-е, доп. (1984)
8. Светоній. Життя дванадцяти цезарів. — 375 с. — 50 000 прим.
  - Перевидання: 2-е (1966) • 3-є (1993)
9. Толстой Л. М. Воскресіння. — 579 с. — 28 000 прим.
10. Тургенєв О. І. Хроніка російського. Щоденники (1825—1826 рр.) — 624 с. — 30 000 прим.

### 1965
1. Александрія[ru]. — 269 c. — 4 000 прим.
2. Візантійська любовна проза. — 156 с. — 30 000 прим.
  - Перевидання: 2-е, доп. (1994)
3. Георг Крістоф Ліхтенберг. Афоризми. — 2-е вид. — 344 c. — 70 000 прим.
4. Жуль Мішле. Народ. — 207 с. — 10 500 прим.
5. Максиміліан Робесп'єр. Вибрані твори. — Т. 1. — 378 с. — 9 000 прим.
6. Максиміліан Робесп'єр. Вибрані твори. — Т. 2. — 399 с. — 9 000 прим.
7. Максиміліан Робесп'єр. Вибрані твори. — Т. 3. — 318 с. — 9 000 прим.
8. Тютчев Ф. І. Лірика. — Т. 1. — 447 с. — 40 000 прим.
  - Перевидання: 2-е (1966)
9. Тютчев Ф. І. Лірика. — Т. 2. — 511 с. — 40 000 прим.
  - Перевидання: 2-е (1966)
10. Фірдоусі. Шах-наме. — Т. 3. — 591 с. — 6 200 прим.
  - Перевидання: 2-е, випр. (1994)
11. П'єр Шодерло де Лакло. Небезпечні зв'язки. — 356 с. — 15 000 прим.

### 1966
1. Оноре де Бальзак. Невідомий шедевр[ru]. Пошуки абсолюту. — 236 c. — 35 000 прим.
2. Джузеппе Гарібальді. Мемуари. — 468 c. — 23 000 прим.
3. Про піднесене. — 149 c. — 21 000 прим.
  - Перевидання: репринт (1994)
4. Светоній. Життя дванадцяти цезарів. — 2-е вид. — 375 с. — 50 000 прим.
5. Тютчев Ф. І. Лірика. — Т. 1. — 2-е вид. — 447 с. — 200 000 прим.
6. Тютчев Ф. І. Лірика. — Т. 2. — 2-е вид. — 511 с. — 200 000 прим.
7. Цицерон. Діалоги. — 224 с. — 20 000 прим.
  - Перевидання: репринт (1994)
8. Ніколя Шамфор. Максими та думки. Характери та анекдоти. — 291 с. — 30 000 прим.
  - Перевидання: репринт (1993)

### 1967
1. Гійом Аполлінер. Вірші. — 335 c. — 115 000 прим.
2. Ганс Якоб Крістофель фон Гріммельсгаузен. Сімпліцій Сімпліцисімус. — 672 с. — 30 000 прим.
3. Данте Аліг'єрі. Божественна комедія. — 628 с. — 50 000 прим. + додрукування: 50 000 прим. (1968)
4. Маргарита Наваррська. Гептамерон. — 420 с. — 50 000 прим.
5. Магабгарата. — Кн. 4: Віратапарва[ru]. — 212 с. — 10 000 прим.
  - Перевидання: репринт (1993 • 2007)
6. Джейн Остін. Гордість і упередження. — 624 с. — 20 000 прим.
7. Горас Волпол. Замок Отранто. Жак Казот. Закоханий диявол. Вільям Бекфорд. Ватек[en]. — 294 с. — 50 000 прим.

### 1968
1. Езоп. Байки. — 320 c. — 30 000 прим.
2. Джованні Боккаччо. Ф'ямметта[ru]. Ф'єзоланські німфи. — 325 с. — 50 000 прим.
3. Альфред де Віньї. Неволя та велич солдата[fr]. — 187 с. — 50 000 прим.
4. Данте Аліг'єрі. Малі твори. — 651 с. — 25 000 прим.
5. Вашингтон Ірвінг. Історія Нью-Йорка[en]. — 363 с. — 25 000 прим.
6. Бартоломе де лас Касас. Історія Індій. — 471 с. — 15 000 прим.
  - Перевидання: репринт (2007)
7. Ян Потоцький. Рукопис, знайдений у Сарагосі. — 623 с. — 30 000 прим.

### 1969
1. Лопе де Вега. Новели. — 311 c. — 120 000 прим.
2. Грибоєдов О. С. Лихо з розуму. — 399 с. — 50 000 прим.
  - Перевидання: 2-е, доп. (1987)
3. Нікіта Євгеніан[el]. Повість про Дросіллу та Харикла[ru]. — 157 с. — 60 000 прим.
4. Жан-Жак Руссо. Трактати. — 704 с. — 30 000 прим.
5. Жермена де Сталь. Корінна, або Італія[fr]. — 439 с. — 50 000 прим.
6. Стефаніт та Іхнілат: Середньовічна книга байок за російськими рукописами XV—XVII століть. — 251 с. — 40 000 прим.
7. Тацит. Твори. — Т. 1: Аннали. Малі твори. — 444 с. — 30 000 прим.
  - Перевидання: 2-е (1993) • репринт (1993)
8. Тацит. Твори. — Т. 2: Історія. — 370 с. — 30 000 прим.
  - Перевидання: 2-е вид., перероб. і доп. (1993)
9. Фірдоусі. Шах-наме. — Т. 4. — 458 с. — 10 000 прим.
  - Перевидання: 2-е, випр. (1994)

### 1970
1. Генріх Бебель[de]. Фацетії. — 328 c. — 50 000 прим.
2. Шарль Бодлер. Квіти зла. — 480 с. — 50 000 прим.
3. Добролюбов М. О. Російські класики. — 616 с. — 15 000 прим.
4. Достоєвський Ф. М. Злочин і кара. — 808 с. — 35 000 прим.
5. П'єр Карле де Шамблен Маріво. Везучий селянин, або Мемуари пана ***[ru]. — 387 с. — 30 000 прим.
6. Еваріст де Парні. Війна богів. — 243 с. — 80 000 прим.
7. Едгар Аллан По. Повне зібрання оповідань. — 799 с. — 50 000 прим.
8. Сноррі Стурлусон. Молодша Едда. — 138 с. — 15 000 прим.
  - Перевидання: репринт (2005 • 2015)
9. Сноррі Стурлусон. Молодша Едда. — 254 с. — 30 000 прим.
  - Перевидання: репринт (1994)
10. Толстой Л. М. Анна Кареніна. — 911 с. — 40 000 прим.

### 1971
1. Петрюс Борель. Шампавер. — 207 с. — 30 000 прим.
  - Перевидання: репринт (1993 • 2016)
2. Вернер Садівник. Селянин Гельмбрехт. — 111 с. — 25 000 прим.
3. Франсуа де Ларошфуко. Мемуари. Максими[ru]. — 280 с. — 50 000 прим.
  - Перевидання: репринт (1993)
4. Фет А. А. Вечірні вогні. — 799 с. — 50 000 прим.
  - Перевидання: 2-е (1979)
5. Честерфілд. Листи до сина. Максими. Характери. — 351 с. — 85 000 прим.
  - Перевидання: 2-е (1978)
6. Бернард Шоу. Листи. — 398 с. — 30 000 прим.
7. Поль Елюар. Вірші. — 424 с. — 25 000 прим.

### 1972
1. Аполлодор. Міфологічна бібліотека. — 215 с. — 50 000 прим.
2. Візантійські легенди. — 303 с. — 15 000 прим.
  - Перевидання: репринт (2004 • 2016)
3. Ернст Теодор Амадей Гофман. Крейслеріана[de]. Життєва філософія кота Мура. Щоденники. — 668 с. — 35 000 прим.
4. Німецькі чарівно-сатиричні казки. — 216 с. — 30 000 прим.
5. Пісня про Нібелунгів. — 343 с. — 20 000 прим.
  - Перевидання: репринт (2004)
6. Бонаккорсо Пітті[ru]. Хроніка. — 248 с. — 50 000 прим.
7. Крістіан Ройтер. Шельмуфський[de]. — 215 с. — 30 000 прим.
8. Нікола Ретіф де ла Бретонн. Спокушений селянин. Життя батька мого. — 663 с. — 30 000 прим.
9. Троянські оповіді. — 232 с. — 30 000 прим.
10. Персі Біші Шеллі. Листи. Статті. Фрагменти. — 534 с. — 25 000 прим.
11. Марія Еджворт[en]. Замок Рекрент[en]. Вдалині вітчизни. — 399 с. — 35 000 прим.

### 1973
1. Англійські та шотландські балади. — 158 с. — 50 000 прим.
2. Габрієль де Гієраг[fr]. Португальські листи. — 286 с. — 50 000 прим.
3. Лірика руського весілля. — 323 с. — 30 000 прим.
4. Герман Мелвілл. Білий бушлат[en]. — 392 с. — 40 000 прим.
5. Томас Мор. Епіграми. Історія Річарда III. — 254 с. — 30 000 прим.
  - Перевидання: 2-е, випр. і доп. (1998)
6. Жозе-Маріа де Ередіа. Трофеї[fr]. — 327 с. — 50 000 прим.

### 1974
1. Жуль Валлес. Паризька комуна. — 400 с. — 45 000 прим.
2. Інка Ґарсіласо де ла Веґа. Історія держави інків. — 747 с. — 50 000 прим.
3. Олівер Ґолдсміт. Громадянин світу, або Листи китайського філософа, який проживає в Лондоні, своїм друзям на Сході. — 383 с. — 40 000 прим.
4. Данієль Дефо. Щаслива куртизанка, або Роксана[en]. — 302 с. — 50 000 прим.
  - Перевидання: репринт (1993)
5. Добриня Микитич та Олешко Попович. — 447 с. — 75 000 прим.
6. Ковалевська С. В. Спогади. Повісті. — 559 с. — 50 000 прим.
7. Семюел Тейлор Колрідж. Вірші. — 280 с. — 40 000 прим.
8. Клод Кребійон. Помилки серця і розуму, або Мемуари пана де Мелькура[fr]. — 343 с. — 50 000 прим.
9. Томас Мелорі. Смерть Артура. — 899 с. — 40 000 прим.
  - Перевидання: репринт (1993 • 2005 • 2007)
10. Некрасов М. О. Останні пісні. — 326 с. — 75 000 прим.
11. Блез Сандрар. Цілим світом та вглиб світу. — 230 с. — 50 000 прим.
12. Жедеон Таллеман де Рео. Цікаві історії. — 316 с. — 50 000 прим.
13. Теофраст. Характери. — 123 с. — 50 000 прим.
  - Перевидання: репринт (1993 • 2007)
14. Цицерон. Про старість. Про дружбу[ru]. Про обов'язки. — 247 с. — 40 000 прим.
  - Перевидання: репринт (1993)

### 1975
1. Огюст де Вільє де Ліль-Адан. Жорстокі оповідання. — 239 с. — 100 000 прим.
2. Шарль де Костер. Фламандські легенди. — 279 с. — 100 000 прим. + додрукування: 50 000 прим. (1976)
3. Томас Манн. Листи. — 463 с. — 50 000 прим.
4. Одоєвський В. Ф.. Руські ночі. — 319 с. — 50 000 прим.
5. Поезія вагантів. — 606 с. — 50 000 прим.
6. Антуан Франсуа Прево. Історія однієї грекині. — 319 с. — 100 000 прим.
7. Рилєєв К. Ф. Думи. — 254 с. — 50 000 прим.
8. Чернишевський М. Г. Що робити?. — 872 с. — 25 000 прим.

### 1976
1. Боткін В. П.[ru] Листи про Іспанію. — 343 с. — 40 000 прим.
2. Достоєвський Ф. М., Достоєвська Г. Г.. Листування. — 483 с. — 50 000 прим. + додрукування: 50 000 прим. (1979)
3. Ксенофонт. Кіропедія. — 334 с. — 50 000 прим.
  - Перевидання: репринт (1993)
4. Легенда про Трістана та Ізольду. — 735 с. — 50 000 прим.
5. Магабгарата. — Кн. 5: Удьйогапарва[ru]. — 592 с. — 25 000 прим.
6. Чарлз Роберт Метьюрін[en]. Мельмот-блукач. — 740 с. — 100 000 прим.
  - Перевидання: 2-е (1983)
7. Адам Міцкевич. Сонети. — 343 с. — 50 000 прим.
8. Сага про Ґреттіра. — 175 с. — 100 000 прим.
9. Софроній Врачанський. Життєпис. — 148 с. — 140 000 прим.
10. Твардовський О. Т. Василь Тьоркін[ru]. — 527 с. — 50 000 прим. + додрукування: 50 000 прим. (1978)

### 1977
1. Батюшков К. М.. Проби у віршах та прозі. — 607 с. — 50 000 прим. + додрукування: 25 000 прим. (1978) • 25 000 прим. (1979)
2. Вельтман О. Х.. Мандрівник. — 343 с. — 50 000 прим.
3. Стародавні російські вірші, зібрані Киршею Даниловим. — 2-е вид., доп. — 487 с. — 25 000 прим.

1. Вільям Конгрів. Комедії. — 359 с. — 50 000 прим.
2. Луї-Себастьян Мерсьє. Рік дві тисячі чотириста сороковий. — 240 с. — 25 000 прим.
3. Жан Расін. Трагедії. — 431 с. — 25 000 прим.
4. Райнер Марія Рільке. Нові вірші[de]. — 543 с. — 50 000 прим.
5. Російська демократична сатира XVII століття. — 2-е вид., доп. — 254 с. — 50 000 прим.
6. Луцій Анней Сенека. Моральні листи до Луцілія. — 383 с. — 50 000 прим.
  - Перевидання: репринт (1993)
7. Вільям Фолкнер. Зібрання оповідань. — 631 с. — 25 000 прим. + додрукування: 25 000 прим. (1978) • 25 000 прим. (1979)

### 1978
1. Крістоф Мартін Віланд. Історія абдеритів. — 271 с. — 50 000 прим.
2. Генріх Гейне. Атта Троль[de]. — 160 с. — 50 000 прим.
3. Льюїс Керрол. Аліса у Дивокраї. Аліса в Задзеркаллі. — 359 с. — 50 000 прим. + додрукування: 25 000 прим. (1979)
4. Легенда про доктора Фауста. — 2-е вид., випр. — 423 с. — 100 000 прим.
5. Новгородські билини. — 456 с. — 50 000 прим.
6. Овідій. Скорботні елегії. Листи з Понту[ru]. — 271 с. — 50 000 прим. + додрукування: 25 000 прим. (1979) • 25 000 прим. (1982)
7. Антуан Франсуа Прево. Історія кавалера де Гріє та Манон Леско. — 2-е вид. — 287 с. — 50 000 прим.
8. Пушкін О. С. Мідний вершник. — 288 с. — 50 000 прим.
9. Скандинавська балада. — 271 с. — 50 000 прим.
  - Перевидання: репринт (2004)
10. Джованні Франческо Страпарола. Приємні ночі. — 447 с. — 50 000 прим.
  - Перевидання: репринт (1993)
11. Толстой Л. М.. Дитинство. Отроцтво[ru]. Юність[ru]. — 527 с. — 50 000 прим. + додрукування: 50 000 прим. (1979)
12. Честерфілд. Листи до сина. Максими. Характери. — 2-е вид. — 327 с. — 50 000 прим.
13. Альберт Швейцер. Листи з Ламбарене. — 390 с. — 50 000 прим.
  - Перевидання: 2-е, доп. (1989)

### 1979
1. Анненський І. Ф.. Книги відбитків. — 679 с. — 50 000 прим.
2. Бернард де Вентадорн. Пісні. — 311 с. — 50 000 прим.
3. Ісе моноґатарі. — 287 с. — 100 000 прим.
4. Кюхельбекер В. К.. Подорож. Щоденник. Статті. — 789 с. — 25 000 прим.
5. Чарлз Лем. Нариси Елії[ru]. — 264 с. — 100 000 прим. + додрукування: 50 000 прим. (1980)
6. Мішель де Монтень. Проби .— Кн. 1-2. — 3-є вид. — 703 с. — 200 000 прим. + додрукування: 25 000 прим. (1980)
7. Мішель де Монтень. Проби .— Кн. 3. — 2-е вид. — 535 с. — 200 000 прим. + додрукування: 25 000 прим. (1980)
8. Листування Івана Грозного з Андрієм Курбським. — 431 с. — 75 000 прим. + додрукування: 25 000 прим. (1980) • 50 000 прим. (1981)
  - Перевидання: репринт (1993)
9. Поезія скальдів. — 183 с. — 50 000 прим. + додрукування: 25 000 прим. (1980)
  - Перевидання: репринт (2004)
10. Казки та повісті Стародавнього Єгипта. — 287 с. — 200 000 прим.
  - Перевидання: репринт (2004 • 2016)
11. Генрі Девід Торо. Волден, або Життя в лісах. — 2-е вид. — 455 с. — 100 000 прим.
12. Фет А. А. Вечірні вогні. — 2-е вид. — 816 с. — 100 000 прим. + додрукування: (1980) • (1981)

### 1980
1. Життя Артемія Араратського. — 224 с. — 50 000 прим. + додрукування: 25 000 прим. (1982)
2. Бенуа О. М.. Мої спогади .— Кн. 1-3. — 711 с. — 45 000 прим.
  - Перевидання: 2-е, доп. (1990) • репринт 2-го (1993)
3. Бенуа О. М.. Мої спогади .— Кн. 4-5. — 743 с. — 45 000 прим.
  - Перевидання: 2-е, доп. (1990) • репринт 2-го (1993)
4. Веневітінов Д. В.[ru] Вірші. Проза. — 608 с. — 25 000 прим.
5. Григор'єв А. О.[ru] Спогади. — 439 с. — 100 000 прим.
  - Перевидання: 2-е (1988)
6. Кретьєн де Труа. Ерек і Еніда. Кліжес. — 510 с. — 50 000 прим.
7. Піндар, Вакхілід. Оди. Фрагменти. — 503 с. — 50 000 прим.
8. Північні квіти[ru] на 1832 рік. — 399 с. — 100 000 прим.
9. Сноррі Стурлусон. Коло Земне. — 687 с. — 25 000 прим.
  - Перевидання: репринт (1995)
10. Середньовічні латинські новели XIII ст. — 384 с. — 100 000 прим.
11. Фрідріх Шиллер. Валленштайн[de] — 592 с. — 100 000 прим.

### 1981
1. Андрій Бєлий. Петербург. — 696 с. — 25 000 прим.
2. Алоїзіус Бертран. Гаспар з темряви. — 351 с. — 100 000 прим.
3. Йоганн Вольфганг фон Гете. Театральне покликання Вільгельма Мейстера[ru]. — 296 с. — 100 000 прим. + додрукування: 100 000 прим. (1984)
4. Бальтасар Грасіан. Кишеньковий оракул[ru]. Критикон[es]. — 631 с. ил. — 50 000 прим. + додрукування: 25 000 прим. (1982) • 50 000 прим. (1984)
5. Генрі Джеймс. Портрет жінки[en]. — 591 с. — 50 000 прим. + додрукування: 50 000 прим. (1982) • 50 000 прим. (1984) • 50 000 прим. (1985)
6. Гінес Перес де Іта[ru]. Повість про Сегрі та Абенсерагах[ru]. — 287 с. — 50 000 прим. + додрукування: 25 000 прим. (1981)
7. Свисток[ru]. — 591 с. ил. — 50 000 прим. + додрукування: 50 000 прим. (1982)
8. Джонатан Свіфт. Щоденник для Стелли. — 623 с. — 100 000 прим.
9. Фукідід. Історія. — 543 с. — 100 000 прим.
  - Перевидання: репринт (1993)

### 1982
1. Баратинський Є. А.. Вірші. Поеми. — 720 с. — 50 000 прим. + додрукування: 50 000 прим. (1983)
2. Давньоанглійська поезія. — 320 с. — 40 000 прим.
3. Менандр. Комедії. Фрагменти. — 574 с. — 40 000 прим.
4. Пліній Молодший. Листи. — 2-е вид., перероб. — 407 с. — 40 000 прим. + додрукування: 50 000 прим. (1983) • 50 000 прим. (1984)
5. Повість про перемоги Московської держави. — 160 с. — 40 000 прим.
6. Артюр Рембо. Вірші. Останні вірші. Осяяння. Одне літо в пеклі. — 495 с. — 50 000 прим.
7. Філіп Сідні. Астрофіл і Стелла[en]. Захист поезії[en]. — 367 с. — 25 000 прим.
8. Оповіді та повісті про Куликовську битву. — 422 с. — 30 000 прим.
9. Родольф Тепфер[de]. Женевські новели. — 455 с. — 50 000 прим.

### 1983
1. Ганс Крістіан Андерсен. Казки, розказані дітям[en]. Нові казки[en]. — 367 с. — 100 000 прим.
2. Анненков П. В. Паризькі листи. — 608 с. — 40 000 прим. + додрукування: 25 000 прим. (1984) • 10 000 прим. (1985)
3. Юсуф Баласагунський. Благодатне знання. — 558 с. — 40 000 прим.
4. Кудруна. — 399 с. — 100 000 прим. + додрукування: 19 350 прим. (1984)
5. Лев Африканський. Африка — третя частина світу[ru]. — 512 с. — 25 000 прим.
6. Джеймс Макферсон. Поеми Оссіана. — 589 с. — 30 000 прим.
7. Чарлз Роберт Метьюрін[en]. Мельмот-блукач. — 2-е вид. — 703 с. — 45 000 прим. + додрукування: 30 000 прим. (1983)
8. Луцій Анней Сенека. Трагедії. — 431 с. — 100 000 прим.
9. Стефаник В. C. Новели. — 288 с. — 50 000 прим.
10. Фламенка. — 319 с. — 10 000 прим. + додрукування: 100 000 прим. (1984)
11. Еразм Ротердамський. Вірші; Йоганн Секунд. Поцілунки. — 318 с. — 100 000 прим.

### 1984
1. Гальфрід Монмутський. Історія королів Британії. Життя Мерліна. — 286 с. — 100 000 прим.
2. Ернст Теодор Амадей Гофман. Еліксири Сатани. — 286 с. — 100 000 прим.
  - Перевидання: 2-е (1993)
3. Карамзін М. М. Листи російського мандрівника[ru]. — 717 с. — 100 000 прим.
4. Народні руські казки О. М. Афанасьєва. — Т. 1 — 511 с. — 50 000 прим. + додрукування: 50 000 прим. (1985)
5. Новелліно. — 318 с. — 50 000 прим.
6. Повесть о Горе-Злочастии. — 110 с. — 100 000 прим.
7. Пушкін О. С. Капітанська дочка. — 2-е вид., доп. — 319 с. — 50 000 прим.
8. Північна ліра[ru] на 1827 рік. — 415 с. — 100 000 прим.
9. Фірдоусі. Шах-наме. — Т. 5. — 390 с. — 100 000 прим.

### 1985
1. Марк Аврелій. Розмисли. — 245 с. — 25 000 прим.
2. Шарлотта Аїссе[ru]. Листи до пані Каландріні. — 224 с. — 100 000 прим.
3. Анрі Барбюс. Вогонь[en]. — 503 с. — 50 000 прим.
4. Ґотфрід Авґуст Бюрґер, Рудольф Еріх Распе. Пригоди барона Мюнхгаузена. — 367 с. — 100 000 прим.
5. Вальтер фон дер Фоґельвайде. Вірші. — 380 с. — 50 000 прим.
6. Народні руські казки О. М. Афанасьєва. — Т. 2 — 463 с. — 50 000 прим.
7. Народні руські казки О. М. Афанасьєва. — Т. 3 — 495 с. — 50 000 прим.
8. Пісні про Гільйома Оранзького. — 575 с. — 50 000 прим.
9. Викрадення бугая з Куальнге. — 496 с. — 100 000 прим.
10. Флавій Філострат. Життя Аполлонія Тіанського[ru]. — 328 с. — 50 000 прим.

### 1986
1. Візантійський сатиричний діалог. — 191 с. — 100 000 прим.
2. Гончаров І. О. Фрегат «Паллада»[ru]. — 879 с. — 50 000 прим.
3. Державін Г. Р. Анакреонтичні пісні. — 471 с. — 25 000 прим.
4. Дружинін О. В.[ru] Повісті. Щоденник. — 511 с. — 30 000 прим.
5. Катулл. Книга віршів. — 302 с. — 50 000 прим.
6. Джон Кітс. Вірші. — 391 с. — 25 000 прим.
7. Афанасій Нікітін. Ходіння за три моря[ru]. — 3-є вид., перероб. — 213 с. — 150 000 прим.
8. Прекрасна Магелона[ru]. Фортунат[ru]. Тіль Уленшпігель. — 311 с. — 50 000 прим.
9. Пушкін О. С. Листи до дружини. — 260 с. — 100 000 прим.
10. Шарль-Оґюстен де Сент-Бев. Життя, вірші та думки Жозефа Делорма. — 406 с. — 25 000 прим.
11. Суворов О. В. Листи. — 808 с. — 100 000 прим.
12. Чехов А. П. У сутінках[ru]. — 571 с. — 100 000 прим.

### 1987
1. Гончаров І. А. Обломов. — 696 с. — 75 000 прим.
2. Грибоєдов О. С. Лихо з розуму. — 2-е вид., доп. — 479 с. — 50 000 прим.
3. Григорій Турський. Історія франків. — 462 с. — 50 000 прим.
4. Жак Деліль. Сади. — 231 с. — 100 000 прим.
5. Добужинський М. В. Спогади. — 478 с. — 50 000 прим.
6. Лунин М. С. Листи з Сибіру. — 495 с. — 100 000 прим.
7. Некрасов М. О. Вірші. — 526 с. — 100 000 прим.
8. Людвіг Тік. Мандри Франца Штернбальда[de]. — 360 с. — 100 000 прим.

### 1988
1. Аксаков І. С. Листи до рідних. 1844—1849. — 704 с. — 25 000 прим.
2. Люк де Клап'є де Вовенарг. Введення у пізнання людського розуму. Фрагменти. Критичні зауваження. Роздуми та максими. — 439 с. — 100 000 прим.
3. Волошин М. О. Обличчя творчості. — 848 с. — 50 000 прим.
  - Перевидання: 2-е (1989)
4. Йост ван ден Вондел. Трагедії. — 573 с. — 50 000 прим.
5. Фрідріх Гельдерлін. Гіперіон[en]. Вірші. Листи; Сюзетт Гонтар[de]. Листи Діотими. — 718 с. — 25 000 прим.
6. Йоганн Вольфганг фон Гете. Західно-східний диван[de]. — 895 с. — 50 000 прим.
7. Григор'єв А. О.[ru] Спогади. — 2-е вид. — 439 с. — 50 000 прим.
8. Луїза Лабе. Твори. — 347 с. — 50 000 прим.
9. Томас Лав Пікок. Аббатство жахів[en]. Садтба Грилла[en]. — 423 с. — 50 000 прим.
10. Сага про Сверріра[ru]. — 279 с. — 30 000 прим.
11. Салтиков-Щедрін М. Є. Казки. — 279 с. — 100 000 прим.
12. Домінго Фаустіно Сарм'єнто. Цивілізація та варварство[en]. — 272 с. — 40 000 прим.

### 1989
1. Блок О. О. Ізборник. — 287 с. — 50 000 прим.
2. Волошин М. О. Обличчя творчості. — 2-е вид. — 848 с. — 50 000 прим.
3. Європеєць[ru]. Журнал І. В. Кірієвського. 1832. — 536 с. — 15 000 прим.
4. Педро Кальдерон де ла Барка. Драми. — Т. 1. — 861 с. — 25 000 прим.
5. Педро Кальдерон де ла Барка. Драми. — Т. 2. — 751 с. — 25 000 прим.
6. Оповідання бабусі[ru]: Зі спогадів п'яти поколінь, записані та зібрані її онуком Д. Благово[ru]. — 472 с. — 100 000 прим.
7. Ріґведа. Мандали I—IV. — 767 с. — 40 000 прим.
  - Перевидання: 2-е, випр. (1999)
8. Смирнова-Россет О. Й. Щоденник. Спогади. — 789 с. — 40 000 прим.
9. Сухово-Кобилін О. В. Картини минулого. — 359 с. — 50 000 прим.
10. Фірдоусі. Шах-наме. — Т. 6. — 655 с. — 30 000 прим.
11. Альберт Швейцер. Листи з Ламбарене. — 2-е вид., доп. — 473 с. — 50 000 прим.
12. Есхіл. Трагедії. — 590 с. — 30 000 прим.

### 1990
1. Бенуа О. М. Мої спогади. — Кн. 1-3. — 2-е, доп. — 711 с. — 45 000 прим.
2. Бенуа О. М. Мої спогади. — Кн. 4-5. — 2-е, доп. — 743 с. — 45 000 прим.
3. Бонавентура[ru]. Нічні чування[de]. — 254 с. — 50 000 прим.
4. Гомер. Іліада — 572 с. — 50 000 прим.
  - Перевидання: репринт (2008)
5. Франц Кафка. Замок. — 222 с. — 25 000 прим.
6. Мандельштам О. Е. Камінь[ru]. — 398 с. — 150 000 прим.
7. Плутарх. Застільні бесіди. — 592 с. — 100 000 прим.
8. Софокл. Драми. — 608 с. — 50 000 прим.
9. Фрідріх де ла Мотт Фуке. Ундіна. — 555 с. — 30 000 прим.

### 1991
1. Джузеппе Джусті[ru]. Жарти. — 352 с. — 25 000 прим.
2. Проспер Меріме. Листи до незнайомки[ru]. — 414 с. — 140 000 прим.
3. Хуан Руїс[ru]. Книга Благого кохання. — 415 с. — 50 000 прим.
4. Публій Папіній Стацій. Фіваїда[ru]. — 352 с. — 10 000 прим.
5. Тургенєв І. С. Нотатки мисливця[ru]. — 678 с. — 20 000 прим.
6. Фізіологія Петербурга. — 283 с. — 25 000 прим.

### 1992
1. Магабгарата. — Кн. 1: Адіпарва[ru]. — репринт вид. 1950. — 736 с. — 1 000 прим.
2. Магабгарата. — Кн. 2: Сабхапарва. — репринт вид. 1962. — 253 с. — 1 000 прим.
3. Магабгарата. — Кн. 7: Дронапарва[ru]. — 647 с. — 5 118 прим. + дод. 25 000 прим.
4. Франческо Петрарка. Африка[en]. — 368 с. — 10 000 прим.
5. Продовжувач Феофана[ru]. Життєписи візантійських царів. — 348 с. — 12 000 прим.
6. Радищев О. М. Подорож з Петербурга до Москви. Вільність. — 671 с. — 20 000 прим.
7. Подорож стольника П. А. Толстого[ru] Європою. 1697—1699. — 382 с. — 10 000 прим.

### 1993
1. Марк Аврелій. Розмисли. — 2-е, випр. і доп. — 247 с. — 30 000 прим.
2. Децим Магн Авсоній. Вірші. — 356 с. — 10 000 прим.
3. Аполлодор. Міфологічна бібліотека. — репринт вид. 1972. — 214 с. — 15 000 прим.
4. Апулей. Апологія. Метаморфози. Флоріди. — репринт вид. 1956. — 435 с. — 30 000 прим.
5. Лудовіко Аріосто. Несамовитий Роланд. Пісні I—XXV. — 574 с. — 20 000 прим.
6. Лудовіко Аріосто. Несамовитий Роланд. Пісні XXVI-XLVI. — 544 с. — 20 000 прим.
7. Артхашастра, або Наука політики. — репринт вид. 1959. — 793 с. — 5 000 прим.
8. Езоп. Байки. — репринт вид. 1968. — 320 c. — 1 000 прим.
9. Бенуа О. М.. Мої спогади .— Кн. 1-3. — репринт вид. 1990. — 711 с. — наклад не вказаний
10. Бенуа О. М.. Мої спогади .— Кн. 4-5. — репринт вид. 1990. — 743 с. — наклад не вказаний
11. Петрюс Борель. Шампавер. — репринт вид. 1971. — 207 с. — 20 000 прим.
12. Ернст Теодор Амадей Гофман. Еліксири Сатани. — 2-е вид. — 287 с. — 10 050 прим.
13. Грецька епіграма. — 448 с. — 17 000 прим.
14. Данієль Дефо. Щаслива куртизанка, або Роксана[en]. — репринт вид. 1974. — 303 с. — 20 000 прим.
15. Достоєвська Г. Г. Щоденник 1867 року. — 454 с. — 30 000 прим.
16. Життєписи трубадурів; Жан де Нотрдам. Життєписи давніх і найславетніших провансальських піїтів. — 736 с. — 15 000 прим.
17. Лопе де Вега. Доротея[es]. — 279 с. — 13 000 прим.
18. Ксенофонт. Кіропедія. — репринт вид. 1976. — 333 с. — 1 000 прим.
19. Франсуа де Ларошфуко. Мемуари. Максими[ru]. — репринт вид. 1971. — 280 с. — 30 000 прим.
20. Марк Анней Лукан. Фарсалія. — репринт вид. 1951. — 349 с. — 1 000 прим.
21. Магабгарата. — Кн. 4: Віратапарва[ru]. — репринт вид. 1967. — 211 с. — 5 000 прим.
22. Томас Мелорі. Смерть Артура. — репринт вид. 1974. — 899 с. — 5 000 прим.
23. Алішер Навої. Мова птахів. — 383 с. — 3 000 прим.
  - Перевидання: репринт (2007)
24. Листування Івана Грозного з Андрієм Курбським. — репринт вид. 1981. — 431 с. — 20 000 прим.
25. Пополь-Вух. Родовід владик Тотонікапану[en]. — репринт вид. 1959. — 252 с. — 1 000 прим.
26. Светоній. Життя дванадцяти цезарів. — 3-є вид. — 368 с. — 25 000 прим.
27. Луцій Анней Сенека. Моральні листи до Луцілія. — репринт вид. 1977. — 383 с. — 1 000 прим.
28. Джованні Франческо Страпарола. Приємні ночі. — репринт вид. 1978. — 447 с. — 20 000 прим.
29. Тацит. Твори. В 1 кн. — Т. 1: Аннали. Малі твори, 2-е вид. — Т. 2: Історія, 2-е вид., перероб. і доп. — 735 с. — 15 000 прим.
30. Тацит. Твори. — Т. 1: Аннали. Малі твори. — репринт вид. 1969. — 444 с. — 15 000 прим.
31. Тацит. Твори. — Т. 2: Історія. — репринт вид. 1969. — 370 с. — 15 000 прим.
32. Теофраст. Характери. — репринт вид. 1974. — 123 с. — наклад не вказаний
33. Фірдоусі. Шах-наме. — Т. 1. — 2-е вид., випр. — 675 с. — 3 000 прим.
34. Фукідід. Історія. — репринт вид. 1981. — 543 с. — 100 000 прим.
35. Гай Юлій Цезар. Нотатки про війну з галлами. Записки про громадянську війну. Записки про Олександрійську війну[ru]. Записки про Африканську війну[ru]. — репринт вид. 1948. — 559 с. — 1 000 прим.
36. Конрад Цельтіс. Вірші. — 405 с. — наклад не вказаний
37. Цицерон. Про старість. Про дружбу[ru]. Про обов'язки. — репринт вид. 1974. — 247 с. — 25 000 прим.
38. Цицерон. Промови. — Т. 1 — репринт вид. 1962. — 443 с. — 35 000 прим.
39. Цицерон. Промови. — Т. 2 — репринт вид. 1962. — 400 с. — 35 000 прим.
40. Ніколя Шамфор. Максими та думки. Характери та анекдоти. — репринт вид. 1966. — 291 с. — 1 000 прим.

### 1994
1. Аксаков І. С. Листи до рідних. 1849—1856. — 653 с. — 3 000 прим.
2. Дігеніс Акрітас. — репринт вид. 1960. — 218 с. — 3 500 прим.
3. Домострой. — 400 с. — 10 000 прим.
  - Перевидання: репринт (2002 • 2005 • 2007 • 2016)
4. Георг Крістоф Ліхтенберг. Афоризми. — репринт вид. 1965. — 344 c. — 3 000 прим.
5. Про піднесене. — репринт вид. 1965. — 149 c. — 3 000 прим.
6. Плутарх. Порівняльні життєписи. — Т. 1. — 2-е вид., випр. і доп. — 702 с. — 10 000 прим.
7. Плутарх. Порівняльні життєписи. — Т. 2. — 2-е вид., випр. і доп. — 672 с. — 10 000 прим.
8. Сноррі Стурлусон. Молодша Едда. — репринт вид. 1970. — 254 с. — 30 000 прим.
9. Фірдоусі. Шах-наме. — Т. 2. — 2-е вид., випр. — 643 с. — 3 000 прим.
10. Фірдоусі. Шах-наме. — Т. 3. — 2-е вид., випр. — 591 с. — 3 000 прим.
11. Фірдоусі. Шах-наме. — Т. 4. — 2-е вид., випр. — 458 с. — 3 000 прим.
12. Цицерон. Діалоги. — репринт вид. 1966. — 223 с. — 5 000 прим.

### 1995
1. Ганс Крістіан Андерсен. Казки. Історії. Нові казки та історії. — 734 с. — 3 000 прим.
2. Бестужев-Марлінський О. О. Кавказькі повісті. — 703 с. — 3 000 прим.
3. Візантійська любовна проза. — 2-е вид., доп. — 309 с. — 2 000 прим.
4. Гоголь М. В. Петербурзькі повісті. — 296 с. — 1 800 прим.
5. Вільям Батлер Єйтс. Вибрані вірші ліричні та оповідальні. — 406 с. — 3 000 прим.
6. Пушкін О. С. Щоденники. Нотатки. — 336 с. — 5 000 прим.
7. Ріґведа. Мандали V—VIII. — 743 с. — 2 500 прим.
  - Перевидання: 2-е, випр. (1999)
8. Луї Антуан Сен-Жуст. Промови. Трактати. — 472 с. — 10 000 прим.
9. Джеймс Сміт[en], Гораціо Сміт[en]. Відкинуті послання[en]. — 360 с. — 3 000 прим.
10. Сноррі Стурлусон. Коло Земне. — репринт вид. 1980. — 687 с. — 3 000 прим.
11. Федр, Бабрій. Байки. — репринт вид. 1962. — 263 с. — 2 000 прим.
12. Чехов А. П. Степ. — 288 с. — 2 350 прим.
13. Андре Шеньє. Твори, 1819. — 608 с. — 2 500 прим.
14. Клавдій Еліан. Строкаті історії. — репринт вид. 1963. — 192 с. — 2 000 прим.

### 1996
1. Жуль Жанен[ru]. Мертвий віслюк і гільйотинована жінка. — 359 с. — 2 000 прим.
2. Одоєвський В. Ф. Строкаті казки. — 204 с. — 4 000 прим.
3. Повість временних літ. — 2-е вид., випр. і доп. — 668 с. — 3 000 прим. + додрукування: 2 000 прим. (1999)
4. Фізіолог. — 168 с. — 1 000 прим.
  - Перевидання: репринт (2002)
5. Генрі Філдінг. Амелія[en]. — 535 с. — 4 000 прим.

### 1997
1. Бана. Кадамбарі[en]. — 664 с. — 3 000 прим.
2. Андрій Бєлий. Зібрання віршів: 1914. — 456 с. — 1 000 прим.
  - Перевидання: репринт (2014 • 2016 • 2017)
3. Данієль Дефо. Щоденник чумного року. — 475 с. — 2 000 прим.
4. Долгоруков І. М.[ru] Капище мого серця, або Словник усіх тих осіб, з якими я був у різних відносинах протягом мого життя. — 392 с. — 1 700 прим.
5. Катерина II та Потьомкін Г. О.. Особисте листування: 1769—1791. — 990 с. — 3 000 прим.
6. Раймунд Луллій. Книга про Люблячого та Коханого. Книга про лицарський орден. Книга про тварин. Пісня Рамона. — 283 с. — 1 500 прим.
  - Перевидання: 2-е (2003) • 3-є (2016)
7. Голосіння Північного краю, зібрані Є. В. Барсовим. — Т. 1. — 500 с. — 1 000 прим.
8. Голосіння Північного краю, зібрані Є. В. Барсовим. — Т. 2. — 655 с. — 1 000 прим.
9. Вірші Олександра Пушкіна. — 639 с. — 1 000 прим.
  - Перевидання: 2-е, випр. (2007)
10. Кардинал де Рец. Мемуари. — 832 с. — 3 000 прим.
11. Едмон Ростан. Сірано де Бержерак. — 391 с. — 1 500 прим.

### 1998
1. Марк Порцій Катон Старший. Про землеробство. — репринт вид. 1950. — 220 с. — 1 000 прим.
2. Літературні пам'ятки. 1948—1998. Анотований каталог. — 379 с. — 2 000 прим.
  - Перевидання: 2-е, випр. (1999)
3. Томас Мор. Епіграми. Історія Річарда III. — 2-е вид., випр. і доп. — 463 с. — 1 500 прим.
4. Уранія на 1826 рік[ru]. — 352 с. — 1 000 прим.
5. Феокріт, Мосх, Біон. Ідилії та епіграми. — репринт вид. 1958. — 325 с. — 1 000 прим.

### 1999
1. Відьяпаті. Випробування людини. — 256 с. — 1 100 прим.
2. Йоганн Вольфганг фон Гете. Страждання молодого Вертера. — 253 c. — 2000 прим. + додрукування: 1 000 прим. (2001) • 1 000 прим. (2002)
3. Григор'єв А. О.[ru] Листи. — 473 с. — 1 150 прим.
4. Давньоруські патерики: Києво-Печерський патерик. Волоколамський патерик. —496 с. — 2 500 прим.
5. Евріпід. Трагедії. — Т. 1. — 645 с. — 5 000 прим. + додрукування: 1 000 прим. (2006)
6. Евріпід. Трагедії. — Т. 2. — 703 с. — 5 000 прим. + додрукування: 1 000 прим. (2006)
7. Літературні пам'ятки. 1948—1998. Анотований каталог. — 2-е вид., випр. — 379 с. — 320 прим.
8. Ріґведа. Мандали I—IV. — 2-е вид., випр. — 767 с. — 2 500 прим.
9. Ріґведа. Мандали V—VIII. — 2-е вид., випр. — 743 с. — 2 500 прим.
10. Ріґведа. Мандали IX—X. — 559 с. — 2 500 прим.
11. Енгельгардт О. М. Із села 12 листів: 1872—1887. — 714 с. — 2 000 прим.

### 2000
1. Абу Тахір Тарсусі[en]. Дараб-наме[en]. — 532 с. — 1 000 прим.
2. Шервуд Андерсон. До ноги![en]. — 459 с. — 1 500 прим.
3. Арістофан. Комедії та фрагменти. — 1033 с. — 2 500 прим. + додрукування: 1 000 прим. (2008)
4. Валафрід Страбон[ru]. Садок; Вандельберт Прюмський[ru]. Про назви, знаки Зодіаку, культури та кліматичні властивості дванадцяти місяців; Марбод Ренський[ru]. Лапідарій. — 172 с. — 2 550 прим.
5. Гомер. Одіссея. — 482 с. — 5 000 прим.
6. Томас де Квінсі. Сповідь англійського пожирача опіуму. — 423 с. — 1 000 прим.
7. Генрі Джеймс. Посли. — 374 с. — 3 000 прим.
8. Юлія Крюденер. Валері, або Листи Густава де Лінара Ернесту де Г… — 431 с. — 1 900 прим.
9. Мережковський Д. С. Л. Толстой та Достоєвський[ru]. — 587 с. — 1 650 прим.
10. Енн Редкліфф. Італієць[ru]. — 521 с. — 2 000 прим.
11. Вальтер Скотт. Марміон. — 358 с. — 2 000 прим.

### 2001
1. Аполлоній Родоський. Аргонавтика. — 238 с. — 2 500 прим.
2. Семюел Бекет. Незначні тексти. — 339 с. — 1 500 прим. + додрукування: 1 500 прим. (2003)
3. Теодор Агріппа д'Обіньє. Пригоди барона де Фенеста. Життя, оповідане його дітям. — 455 с. — 3 000 прим.
4. Ознобішин Д. П.[ru]. Вірші. Проза. — Кн. 1. — 568 с. — 1 550 прим.
5. Ознобішин Д. П.[ru]. Вірші. Проза. — Кн. 2. — 634 с. — 1 550 прим.
6. Джеффрі Чосер. Троїл і Крессіда[en]; Роберт Генрісон[en]. Заповіт Крессіди[en]; Вільям Шекспір. Троїл і Крессіда. — 748 с. — 1 340 прим.

### 2002
1. Ґеорґ Гайм. Вічний день. Umbra vitae. Небесна трагедія. — 528 с. — 1 050 прим. + додрукування: 1 040 прим. (2003)
2. Домострой. — репринт вид. 1994. — 400 с. — 1 000 прим.
3. Нотатки Олександра Івановича Кошельова[ru] (1812—1883 рр.) — 475 с. — 1 750 прим.
4. Муравйов-Апостол І. М. Листи з Москви до Нижнього Новгороду. — 271 с. — 3 000 прим.
5. Людвіг Тік. Вітторія Аккоромбона[de]. — 436 с. — 900 прим. + додрукування: 540 прим. (2003)
6. Мігель де Унамуно. Життя Дон Кіхота і Санчо. — 304 с. — 3 000 прим.
7. Фізіолог. — репринт вид. 1996. — 168 с. — 1 000 прим.
8. Еренбург І. Г. Портрети російських поетів. — 351 с. — 2 000 прим.

### 2003
1. Афіней. Бенкет мудреців[ru]. У 15 кн. Кн. I—VIII[7]. — 655 с. — 1 210 прим. + додрукування: 1 000 прим. (2004)
2. Ульріх Брекер[de]. Історія життя та справжні пригоди бідної людини з Токкенбурга[de]. — 523 с. — 2 000 прим.
3. Раймунд Луллій. Книга про Люблячого та Коханого. Книга про лицарський орден. Книга про тварин. Пісня Рамона. — 2-е вид. — 283 с. — 3 000 прим.
4. Магабгарата. — Кн. 14: Ашвамедхікапарва[ru]. — 308 с. — 2 000 прим.
  - Перевидання: репринт (2016)
5. Новаліс. Генріх фон Офтердінген[ru]. — 281 с. — 2 500 прим.
6. Мігель де Сервантес. Дон Кіхот. З додаванням «Лжекіхота» Авельянеди[es]. — Т. 1. — 719 с. — 2 000 прим.
7. Мігель де Сервантес. Дон Кіхот. З додаванням «Лжекіхота» Авельянеди[es]. — Т. 2. — 790 с. — 2 000 прим.
8. Сер Гавейн і Зелений Лицар. — 248 с. — 2 000 прим.
  - Перевидання: 2-е (2017)
9. Фольклор Тверської губернії — 646 с. — 1 800 прим.

### 2004
1. Андрій Бєлий. Петербург. — 2-е, випр. і доп. — 699 с. — 2 000 прим.
2. Візантійські легенди. — репринт вид. 1972. — 303 с. — 2 000 прим.
3. Альфред де Віньї. Щоденник поета. Листи останнього кохання. — 645 с. — 2 000 прим.
4. Долгоруков І. М.[ru] Повість про народження моє, походження та все життя. — Т. 1. — 816 с. — 2 000 прим.
5. Пісня про Нібелунгів. — репринт вид. 1972. — 343 с. — 2 000 прим.
6. Посошков І. Т. Книга про убогість і багатство ті інші твори. — репринт вид. 1951. — 407 с. — 2 000 прим.
7. Поезія скальдів. — репринт вид. 1979. — 183 с. — 2 000 прим.
8. Ігор Сєверянін. Громокиплячий кубок[ru]. Ананаси в шампанському[ru]. Соловей. Класичні троянди. — 870 с. — 3 000 прим.
  - Перевидання: 2-е, випр. і доп. (2017)
9. Симеон Полоцький. Вибрані твори. — репринт вид. 1953. — 280 с. — 2 000 прим.
10. Казки та легенди пушкінських місць. — репринт вид. 1950. — 342 с. — 2 000 прим.
11. Казки та повісті Стародавнього Єгипта. — репринт вид. 1979. — 287 с. — 2 000 прим.
12. Скандинавська балада. — репринт вид. 1978. — 271 с. — 2 000 прим.
13. Сологуб Ф. К. Дрібний біс. — 890 с. — 3 000 прим.
14. Іван Тимофіїв[ru]. Временник. — репринт вид. 1951. — 510 с. — 2 000 прим.

### 2005
1. Андреєвський С. А. Книга про смерть. — 670 с. — 1 350 прим.
2. Анненков П. В. Листи до Тургенєва (1852—1874). — Т. 1. — 532 с. — 1 500 прим.
3. Анненков П. В. Листи до Тургенєва (1852—1874). — Т. 2. — 421 с. — 1 500 прим.
4. Бестужев Мих. О., Бестужев Мик. О., Бестужев П. О.[ru], Бестужева О. О. Спогади Бестужевих. — репринт вид. 1951. — 891 с. — 1 500 прим.
5. Симона де Бовуар. Мандарини[en]. — 618 с. — 2 000 прим.
6. Франц Ґрільпарцер. Автобіографія. — 391 с. — 1 100 прим.
7. Долгоруков І. М.[ru] Повість про народження моє, походження та все життя. — Т. 2. — 727 с. — 2 000 прим.
8. Домострой. — репринт вид. 1994. — 400 с. — 1 500 прим.
9. Іван IV Грозний. Послання. — репринт вид. 1951. — 715 с. — 2 000 прим.
10. Жуанот Мартурель, Марті Джуан де Гальба[en]. Тирант Білий[ru]. — 829 с. — 2 000 прим.
11. Магабгарата. — Кн. 15—18. — 235 с. — 2 000 прим.
  - Перевидання: репринт (2016)
12. Томас Мелорі. Смерть Артура. — репринт вид. 1974. — 899 с. — 1 500 прим.
13. Новодворський А. О. Епізоди з життя ані пави, ані ворони. — 541 с. — 1 500 прим.
14. Вальтер Скотт Заручена[en]. — 313 с. — 2 000 прим.
15. Сноррі Стурлусон. Молодша Едда. — репринт вид. 1970. — 138 с. — 1 500 прим. + додрукування: 2 000 прим. (2006)
16. Старша Едда. — репринт вид. 1963. — 259 с. — 1 500 прим.
17. Теодор Шторм. Вершник на білому коні[de]. — 277 с. — 2 000 прим.

### 2006
1. Елій Арістид. Священні промови. Похвала Риму. — 281 с. — 2 000 прим.
2. Балінт Балашші. Вірші. — 398 с. — 1 600 прим.
3. Карл-Мікаель Бельман. Послання Фредмана. Пісні Фредмана. — 375 с. — 2 000 прим.
4. Дев'ять щаблів вака. Японські поети про мистецтво поезії. — 428 с. — 400 прим.
  - Перевидання: 2-е (2016)
5. Генрік Ібсен. Кесар і галілеєць[ru]. Росмерхольм[en]. — 343 с. — 2 000 прим.
6. Поль Клодель. Благовіщення Марії[fr]. — 618 с. — 2 000 прим.
7. Клод Кребійон. Шумівка, або Танзай та Неадарне. Софа[fr]. — 367 с. — 2 000 прим.
8. Лихачов Д. С. Листи про добро. — 315 с. — наклад не вказаний
9. Магабгарата. — Кн. 1: Адіпарва[ru]. — репринт вид. 1950. — 738 с. — 2 000 прим.
10. Джон Мілтон. Утрачений рай. Повернений рай[en]. Інші поетичні твори. — 860 с. — 2 000 прим.
11. Рамаяна. — Кн. 1, 2. — 890 с. — 1 000 прим.
12. Солженіцин О. І. У колі першому[ru]. — 796 с. — 3 000 прим.
13. Фредерік Сульє[fr]. Мемуари диявола[fr]. — 796 с. — 3 000 прим.
14. Епос про Гільгамеша. — репринт вид. 1961. — 214 с. — 3 000 прим.

### 2007
1. Ассиро-вавилонський епос. — 641 с. — 3 000 прим.
2. Емілі Дікінсон. Вірші. Листи. — 549 с. — 610 прим.
3. Ян Длугош. Грюнвальдська битва. — репринт вид. 1962. — 214 с. — 3 000 прим.
4. Домострой. — репринт вид. 1994. — 400 с. — 2 000 прим.
5. Книга мого діда Коркута. — репринт вид. 1962. — 299 с. — 2 000 прим.
6. Бартоломе де лас Касас. Історія Індій. — репринт вид. 1968. — 471 с. — 3 000 прим.
7. Мадам де Лафаєтт. Твори. — 524 с. — 2 000 прим.
8. Магабгарата. — Кн. 2: Сабхапарва. — репринт вид. 1962. — 253 с. — 2 000 прим.
9. Магабгарата. — Кн. 4: Віратапарва[ru]. — репринт вид. 1967. — 212 с. — 2 000 прим.
10. Антоніо Мачадо. Повне зібрання віршів: 1936. — 849 с. — 2 000 прим.
11. Мережковський Д. С. Вічні супутники: Портрети зі всесвітньої літератури. — 902 с. — 3 000 прим.
12. Муравйов А. М. Таврида. — 518 с. — 2 000 прим.
13. Томас Мелорі. Смерть Артура. — репринт вид. 1974. — 899 с. — 2 000 прим.
14. Алішер Навої. Мова птахів. — репринт вид. 1993. — 383 с. — 3 000 прим.
15. Повість временних літ. — репринт вид. 1996. — 668 с. — 3 000 прим.
16. Семенов Л. Д.[ru]. Вірші. Проза. — 578 с. — 950 прим.
17. Вірші Олександра Пушкіна. — 2-е вид., випр. — 640 с. — 3 000 прим.
18. Луї де Рувруа. Мемуари. — 990 с. — 2 000 прим.
19. Герберт Веллс. Проба автобіографії[en]. — 719 с. — 2 000 прим.
20. Теофраст. Характери. — репринт вид. 1974. — 123 с. — 2 000 прим.
21. Якушкін І. Д. Нотатки, статті, листи. — репринт вид. 1951. — 739 с. — 22 000 прим.

### 2008
1. Бобров С. С.[ru] Світанок опівночі. Херсоніда. — Т. 1. — 649 с. — наклад не вказаний.
2. Бобров С. С.[ru] Світанок опівночі. Херсоніда. — Т. 2. — 622 с. — наклад не вказаний.

1. Гомер. Іліада — репринт вид. 1990. — 572 с. — 2 000 прим.
2. Марк Порцій Катон Старший. Про землеробство. — репринт вид. 1950. — 220 с. — 2 000 прим.
3. Ходіння до Святої землі московського священника Іоанна Лук'янова: 1701—1703. — 667 с. — 3 000 прим.
4. Мехтільда Маґдебурзька. Безперервне світло Боже. — 358 с. — 1 300 прим.
5. Сильвія Плат. Зібрання віршів. — 410 с. — 1 000 прим.
  - Перевидання: 2-е (2018)
6. Подорожі російських послів XVI—XVII ст.: Статейні списки. — репринт вид. 1954. — 490 с. — 2 000 прим.
7. Тургенєв І. С. Батьки і діти. — 621 с. — 3 000 прим.
8. Цицерон. Листи. — Т. 1.  — репринт вид. 1949. — 535 с. — 2 000 прим.
9. Цицерон. Листи. — Т. 2.  — репринт вид. 1950. — 502 с. — 2 000 прим.

### 2009
1. Семюель Батлер. Шлях всякої плоті[en]. — 459 с. — 1 000 прим.
2. Гіляров-Платонов М. П.[ru] Із пережитого: автобіографічні спогади. — Т. 1. — 612 с. — 3 000 прим.
3. Гіляров-Платонов М. П.[ru] Із пережитого: автобіографічні спогади. — Т. 2. — 714 с. — 3 000 прим.
4. Гоголь М. В. Арабескі[ru]. — 510 с. — 3 000 прим.
5. Джон Донн. Вірші та поеми. — 567 с. — наклад не вказаний.
6. Магабгарата. — Кн. 6: Бхішмапарва[ru]. — 478 с. — 2 000 прим.
7. Едгар Аллан По. Ворон. — 400 с. — наклад не вказаний.
8. Ріфаа ат-Тахтаві. Вилучення чистого золота з короткого опису Парижа, або Дорогоцінний диван відомостей про Париж. — 270 с. — наклад не вказаний.
9. Тредіаковський В. К. Твори та переклади як віршами, так і прозою. — 667 с. — 1 000 прим.
  - Перевидання: 2-е (2013)
10. Фрідріх Шиллер. Духовидець; Карл Гроссе[de]. Геній; Генріх Цшокке[de]. Абелліно, великий розбійник. — 496 с. — 2 000 прим.

### 2010
1. Роже Бюссі-Рабютен[ru]. Любовна історія галлів[fr]. — 320 с. — 2 000 прим.
2. Погорільський А. Твори. Листи. — 754 с. — 1 000 прим.
3. Вільям Газліт. Застольні бесіди[en]. — 683 с. — 1 500 прим.
4. Цицерон. Листи. — Т. 3. — репринт вид. 1951. — 827 с. — 1 000 прим.
5. Мері Шеллі. Франкенштайн, або Сучасний Прометей. — 665 с. — 2 000 прим.
6. Майстер Екгарт. Трактати. Проповіді. — 438 с. — наклад не вказаний.

### 2011
1. Альфред Деблін. Берлін Александерплац. — 634 с. — 2 000 прим.
2. Камілу Каштелу Бранку. Грішний янгол[pt]. — 295 с. — 1 000 прим.
3. Томас Кід[en]. Іспанська трагедія[en]. — 328 с. — 1 500 прим.
4. Імре Мадач. Трагедія людини. — 622 с. — наклад не вказаний.
5. Пісня про хрестовий похід проти альбігойців. — 440 с. — 2 000 прим.
6. Ремізов О. М. Кукха. Розанові листи. — 609 с. — 1 000 прим.
7. Мігель де Сервантес. Вісім комедій та вісім інтермедій. — 1262 с. — 1 000 прим.
8. Толстой Л. М. та Толстая О. А.[ru]. Листування (1857—1903). — 974 с. — 1 250 прим.
  - Перевидання: репринт (2017)

- Джон Кітс. Листи: 1815—1820. — 646 с. — 1 200 прим.[8]

### 2012
- Баратинський Є. А., Пушкін О. С. Дві повісті у віршах: «Бал», «Граф Нулін». — 282 с. — 1 000 прим.
- Джозеф Конрад. Таємний агент. З погляду Заходу[en]. — 608 с. — 1 500 прим.
- Літературні пам'ятники. Анотований каталог: 1948—2011. — 606 с. — наклад не вказаний.
- Джеффрі Чосер. Кентерберійські оповіді. — 951 с. — наклад не вказаний.
- Клара Рів. Староанглійський барон. — 272 с. — 1 200 прим.
- Теофіль Готьє. Романічна проза. — Т. 1. — 712 с. — 2 000 прим.
- Теофіль Готьє. Романічна проза. — Т. 2. — 696 с. — 2 000 прим.
- Толстой О. М. Ходіння по муках[ru]. — 478 с. — наклад не вказаний.
- Вірджинія Вульф. Звичайний читач. — 776 с. — наклад не вказаний.
- Із ранньої валлійської поезії[ru]. — 368 с. — 1 000 прим.
- Іванов В. В.. Таємне таємних. — 566 с. — наклад не вказаний.
- Сологуб Ф. К. Повне зібрання віршів та поем. — Т. 1: 1877—1892. — 1206 с. — 1 000 прим.

### 2013
- Мухаммед аль-Мувайліхі[ru]. Розповідь Іси ібн Хішама, або Період часу. — 305 с. — наклад не вказаний.

- Аврелій Августин.Сповідь. — 373 с. — 1 500 прим.
- Гоголь М. В. Миргород. — 571 с. — 500 прим.
- Віктор Гюго. Ган-ісландець[fr]. Бюг-Жаргаль[fr]. — 710 с. — 2 000 прим.
- Капніст В. В. Проба перекладу та наслідування Горацієвих од. — 432 с. — 800 прим.
- Подорож Європою боярина Б. П. Шереметєва: 1697—1699. — 511 с. — наклад не вказаний.
- Воєнні повісті Стародавньої Русі. — репринт вид. 1949. — 358 с. — 10 000 прим.
- Тредіаковський В. К. Твори та переклади як віршами, так і прозою. — 2-е вид. — 668 с. — 500 прим.
- Катерина Сієнська. Листи. — 520 с. — 1 300 прим.
- Чичибабін Б. О. У віршах та прозі. — 567 с. — наклад не вказаний.
- Вільям Шекспір. Король Лір. — 373 с. — наклад не вказаний.

### 2014
- Містерії Йоркського циклу. — 872 с. — 1 200 прим.
- Вірджинія Вульф. День і ніч[en]. — 502 с. — 1 200 прим.
- Московський збірник. — 1308 с. — наклад не вказаний.
- Андрій Бєлий. Зібрання віршів: 1914. — репринт вид. 1997. — 464 с. — 520 прим.
- Андрій Бєлий. Початок століття: Берлінська редакція (1923). — 1064 с. — 1 000 прим.
- Рамаяна. — Кн. 3. — 400 с. — 1 500 прим.
- Джироламо Савонарола. Цикл проповідей на книгу пророка Аггея. — 312 с. — 1 080 прим.
- Поль Верлен. Вірші. — Т. 1. — 776 с. — наклад не вказаний.
- Поль Верлен. Вірші. — Т. 2. — 524 с. — наклад не вказаний.
- Генріх Сузо[ru]. Exemplar. — 600 с. — 1 500 прим.
- Франческо Альґаротті. Подорож до Росії. — 400 с. — 1 000 прим.
- Сологуб Ф. К. Повне зібрання віршів та поем. — Т. 2 (Кн. 1): 1893—1899. — 992 с. — 1 000 прим.
- Сологуб Ф. К. Повне зібрання віршів та поем. — Т. 2 (Кн. 2): 1900—1915. — 807 с. — 1 000 прим.
- Томас Стернз Еліот. Спустошена земля[en]. — 528 с. — наклад не вказаний.
- Свербеєв Д. М.[ru]. Мої нотатки. — 942 с. — наклад не вказаний.
- Жан-Батист Луве де Кувре. Любовні пригоди шевальє де Фобласа[ru]. — 860 с. — 1 200 прим.
- Жан-Батист Луве де Кувре. Любовні пригоди шевальє де Фобласа[ru]. Ілюстрації — 280 с. — 200 прим.

### 2015
- Погодін М. П. Марфа, Посадниця Новгородська. — 368 с. — наклад не вказаний.
- Достоевський Ф. М. Бідні люди. — 807 с. — наклад не вказаний.
- Сноррі Стурлусон. Молодша Едда. — репринт вид. 1970. — 138 с. — наклад ???
- Старша Едда. — репринт вид. 1963. — 259 с. — 1 200 прим.
- Епос про Гільгамеша. — репринт вид. 1961. — 214 с. — наклад ???
- Курбський А. М. Історія про справи великого князя московського. — 944 с. — наклад не вказаний.
- Бруно Травен. Корабель мерців[en]. — 486 с. — 1 000 прим.
- Мадам д'Онуа. Кабінет фей. — 1000 с. — 1 200 прим.
- Лєсков М. С. Чортові ляльки[ru]. — 364 с. — 1 000 прим.
- Бенджамін Дізраелі. Сибілла[en]. — 840 с. — 1 000 прим.
- Булгаков М. О. Біла гвардія. — 824 с. — 1 200 прим.
- Іванов В. І. Повість про Світомира царевича[ru]. — 824 с. — 1 000 прим.

### 2016
- Нещасний Ніканор, або Пригода життя російського дворянина Н*****. — 336 с. — 500 прим.
- Гатьєн де Куртіль де Сандра. Мемуари M. L. C. D. R. — 472 с. — 1 200 прим.
- Поезія скальдів. — репринт вид. 1979. — 183 с. — 1 000 прим.
- Ісландські пасма. — 1005 с. — наклад ???
  - Перевидання: репринт (2017)
- Раймунд Луллій. Книга про Люблячого та Коханого. Книга про лицарський орден. Книга про тварин. Пісня Рамона. — 3-є вид. — 288 с. — наклад ???
- Толстой О. К. Повне зібрання віршів. — Т. 1. — 1060 с. — 1 000 прим.
- Толстой О. К. Повне зібрання віршів. — Т. 2. — 760 с. — 1 000 прим.
- Сесар Вальєхо. Чорні герольди[es]. Трільсе[es]. Людські вірші[es]. — 789 с. — наклад 700 прим.
- Візантійські легенди. — репринт вид. 1972. — 303 с. — 1 000 прим.
- Луї де Рувруа. Мемуари[fr]: 1701—1707. — Т. 1. — 472 с. — 1 200 прим.
- Луї де Рувруа. Мемуари[fr]: 1701—1707. — Т. 2. — 656 с. — 1 200 прим.
- Луї де Рувруа. Мемуари[fr]: 1701—1707. — Т. 3. — 592 с. — 1 200 прим.
- Магабгарата. — Кн. 14: Ашвамедхікапарва[ru]. — репринт вид. 2003. — 330 с. — 1 000 прим.
- Магабгарата. — Кн. 15—18. — репринт вид. 2005. — 236 с. — 1 000 прим.
- Вільям Шекспір. Сонети. — 884 с. — наклад ???
- Дев'ять щаблів вака. Японські поети про мистецтво поезії. — 2-е вид. — 432 с. — 350 прим.
- Андрій Бєлий. Зібрання віршів: 1914. — репринт вид. 1997. — ??? с. — 100 прим.
- Казки та повісті Стародавнього Єгипта. — репринт вид. 1979. — 288 с. — 1 000 прим.
- Заболоцький М. О. Столбці. — 532 с. — наклад ???
  - Перевидання: репринт (2020)
- Домострой. — репринт вид. 1994. — 400 с. — наклад ???
- Петрюс Борель. Шампавер. — репринт вид. 1971. — 207 с. — наклад ???

### 2017
- Ахмад Фарис аш-Шидйак[ru]. Крок за кроком слідом за ал-Фарйаком. — 408 с. — наклад ???
- Келемен Мікеш. Турецькі листи. — 616 с.— наклад ???
- Вільям Вордсворт. Прелюдія 1805 р.[en] — 1000 с. — 800 прим.
- Якоб Вассерманн[de]. Каспар Хаузер, або Лінощі серця[de]. — 544 с. — 500 прим.
- Елій Арістид. Надгробні промови. Монодії. — 432 с. — 600 прим.
- Ласарільйо де Тормес. — 688 с. — 1 000 прим.
- Воллес Стівенс. Фісгармонія[en]. — 416 с. — наклад ???
- Сер Гавейн і Зелений Лицар. — 2-е вид. — 248 с. — наклад ???
- Ігор Сєверянін. Громокиплячий кубок[ru]. Ананаси в шампанському[ru]. Соловей. Класичні троянди. — 2-е вид., випр. і доп. — 882 с. — 1 500 прим.
- Андрій Бєлий. Зібрання віршів: 1914. — репринт вид. 1997. — 456 с. — 1 000 прим.
- Ісландські пасма. — репринт вид. 2011. — 1004 с. — наклад ???
- Толстой Л. М. та Толстая О. А.[ru]. Листування (1857—1903). — репринт вид. 2011. — 974 с. — наклад ???

### 2018
- Шартрська школа. — 457 с. — наклад ???
  - Перевидання: 2-е (2019)
- Сильвія Плат. Зібрання віршів. — 2-е вид. — 411 с. — наклад ???
- Альфред Теннісон. In Memoriam А. Г. Г. Obiit MDCCCXXXIII[en]. — 608 с. — 600 прим.
- Едмунд Спенсер. Amoretti[en] та Епіталама[en]. — 334 с. — наклад ???
- Трістан Тцара. Обличчя навиворіт. — 252 с. — наклад ???
- Данте Габрієль Россетті. Дім Життя. — Кн. I. — 392 с. — 600 прим.
- Данте Габрієль Россетті. Дім Життя. — Кн. IІ. — 584 с. — 600 прим.
- Жак Казот. Продовження «Тисячі й однієї ночі». — Кн. I. — 608 с. — 1 000 прим.
- Жак Казот. Продовження «Тисячі й однієї ночі». — Кн. II. — 568 с. — 1 000 прим.
- Робін Гуд. — 888 с. — 800 прим.
- Гійом Аполлінер. Вірші. — 2-е вид. — 335 c. — наклад ???
- Бабель І. Е. Конармія[ru]. — 470 c. — наклад ???

### 2019
- Пелгрімація, або Мандрівник Іпполіта Вишенського[ru]. 1707—1709. — 439 с. — наклад ???
- Петрюс Борель. Мадам Потіфар. — 664 с. — 600 прим.
- Крістофер Марлоу. Трагічна історія доктора Фауста[en]. — 321 с. — 300 прим.
- Елізабет Штагель[en]. Життя сестер обителі Тес[en]. — 660 с. — 500 прим.
- Джованні Боккаччо. Декамерон. — Т. 1. — 515 с. — 1 000 прим.
- Джованні Боккаччо. Декамерон. — Т. 2. — 440 с. — 1 000 прим.
- Джованні Боккаччо. Декамерон. — Т. 3. — Кн. 1. — 582 с. — 1 000 прим.
- Джованні Боккаччо. Декамерон. — Т. 3. — Кн. 2. — 610 с. — 1 000 прим.
- Матвій Комаров[ru]. Ванька Каїн. Мілорд Георг. — 440 с. — 500 прим.
- Гнєдич М. І. Дон Коррадо де Геррера. — 457 с. — 500 прим.
- Шартрська школа. — 2-е вид. — 457 с. — наклад ???
- Дігеніс Акрітас. — 2-е вид. — 230 с. — наклад ???
- Каразін М. М.[ru] На далеких околицях. Гонитва за наживою. — 629 с. — наклад ???
- Життя протопопа Аввакума[ru]. — 455 с. — 1 000 прим.

### 2020
- Мігель де Сервантес. Повчальні новели[ru]. — Т. 1. — 548 с. — 500 прим.
- Мігель де Сервантес. Повчальні новели[ru]. — Т. 2. — 404 с. — 500 прим.
- Вільям Шекспір. Марні зусилля кохання. — 734 с. — наклад ???
- П'єр Мак-Орлан. Набережна туманів[fr]. — Т. 1. — 672 с. — 500 прим.
- П'єр Мак-Орлан. Набережна туманів[fr]. — Т. 2. — 344 с. — 500 прим.
- Якоб Грімм, Вільгельм Грімм. Дитячі та домашні казки. — Т. 1. — 872 с. — 500 прим.
- Якоб Грімм, Вільгельм Грімм. Дитячі та домашні казки. — Т. 2. — 440 с. — 500 прим.
- Волтер Мап[en]. Забави придворних[en]. — 424 с. — 1000 прим.
- Сологуб Ф. К. Повне зібрання віршів та поем. — Т. 3: 1914—1927. — 942 с. — 300 прим.
- Греч М. І.[ru]. Чорна жінка. — 668 с. — 500 прим.
- Брем Стокер. Дракула. — 889 с. — 450 прим.
- Заболоцький М. О. Столбці. — репринт вид. 2016. — 532 с. — наклад ???

### 2021
- Аверченко А. Т. Оповідання (юмористичні). — Кн. 1. — 516 с. — 500 прим.
- Аверченко А. Т. Оповідання (юмористичні). — Кн. 2. — 604 с. — 500 прим.
- Вільям Шекспір. Ромео і Джульєтта. — 734 с.— 400 прим.
- Катерина Велика. Мемуари. — Кн. 1. — 416 с. — 500 прим.
- Катерина Велика. Мемуари. — Кн. 2. — 720 с. — 500 прим.

### 2022
- Фарід ад-Дін Аттар. Божественна книга (Ілахі-наме)[en]. — Кн. 1. — 890 с. — 500 прим.
- Фарід ад-Дін Аттар. Божественна книга (Ілахі-наме)[en]. — Кн. 2. — 567 с. — 500 прим.
- Теофіль Готьє. Младофранки. Новели. Казки. — Кн. 1. — 624 с. — наклад ???
- Теофіль Готьє. Младофранки. Новели. Казки. — Кн. 2. — 360 с. — наклад ???
- Жуль Мішле. Історія Французької революції. — Т. 1. — 628 с. — наклад ???
- Жуль Мішле. Історія Французької революції. — Т. 2. — 728 с. — наклад ???
- Жуль Мішле. Історія Французької революції. — Т. 3. — 636 с. — наклад ???
- Жуль Мішле. Історія Французької революції. — Т. 4. — 752 с. — наклад ???
- Жуль Мішле. Історія Французької революції. — Т. 5. — 460 с. — наклад ???
- Жуль Мішле. Історія Французької революції. — Т. 6. — 844 с. — наклад ???